# بلوار سانست (موزیکال)
بلوار سانست (انگلیسی: Sunset Boulevard) یک تئاتر موزیکال است با متن و شعرِ دان بلک و کریستوفر همپتون و موسیقی اندرو لوید، بر اساس فیلم برنده جایزه اسکار به همین نام.